# Papamosques ventreblanc
El papamosques ventreblanc (Cyornis pallidipes) és una espècie d'ocell de la família dels muscicàpids (Muscicapidae). És endèmic de les muntanyes dels Ghats occidentals, al sud-oest de l'Índia. Els mascles són de color blau fosc, amb les celles una mica més clares, i el ventre blanc. En canvi, les femelles tenen les parts superiors verda olivàcies, el rostre grisenc i el pit de color canyella. El seu estat de conservació és de risc mínim.